# Wielka Synagoga w Ostrołęce

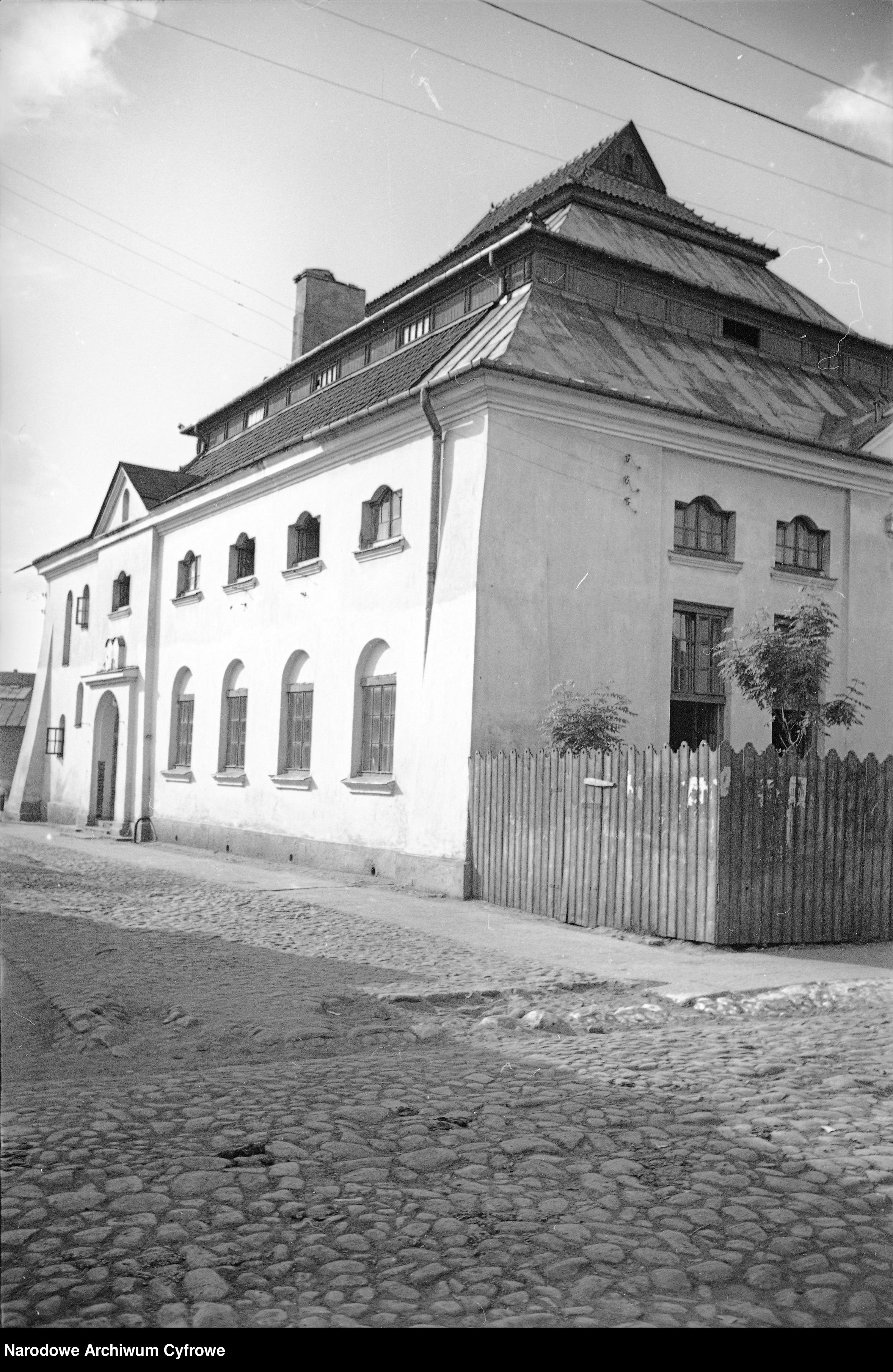
Synagoga w Ostrołęce

Wielka Synagoga w Ostrołęce – pierwsza główna synagoga ostrołęckiej gminy żydowskiej przy ulicy Sowiej.
Synagoga została zbudowana w 1856 roku z inicjatywy i fundacji rodziny Tykoczynerów. Podczas I wojny światowej, w 1915 roku w czasie działań wojennych synagoga została doszczętnie spalona. Na miejscu zniszczonej w latach 1916-1918 wybudowano nową, tym razem murowaną. W czasie II wojny światowej urządzono tam magazyn i warsztat a następnie wyburzono.

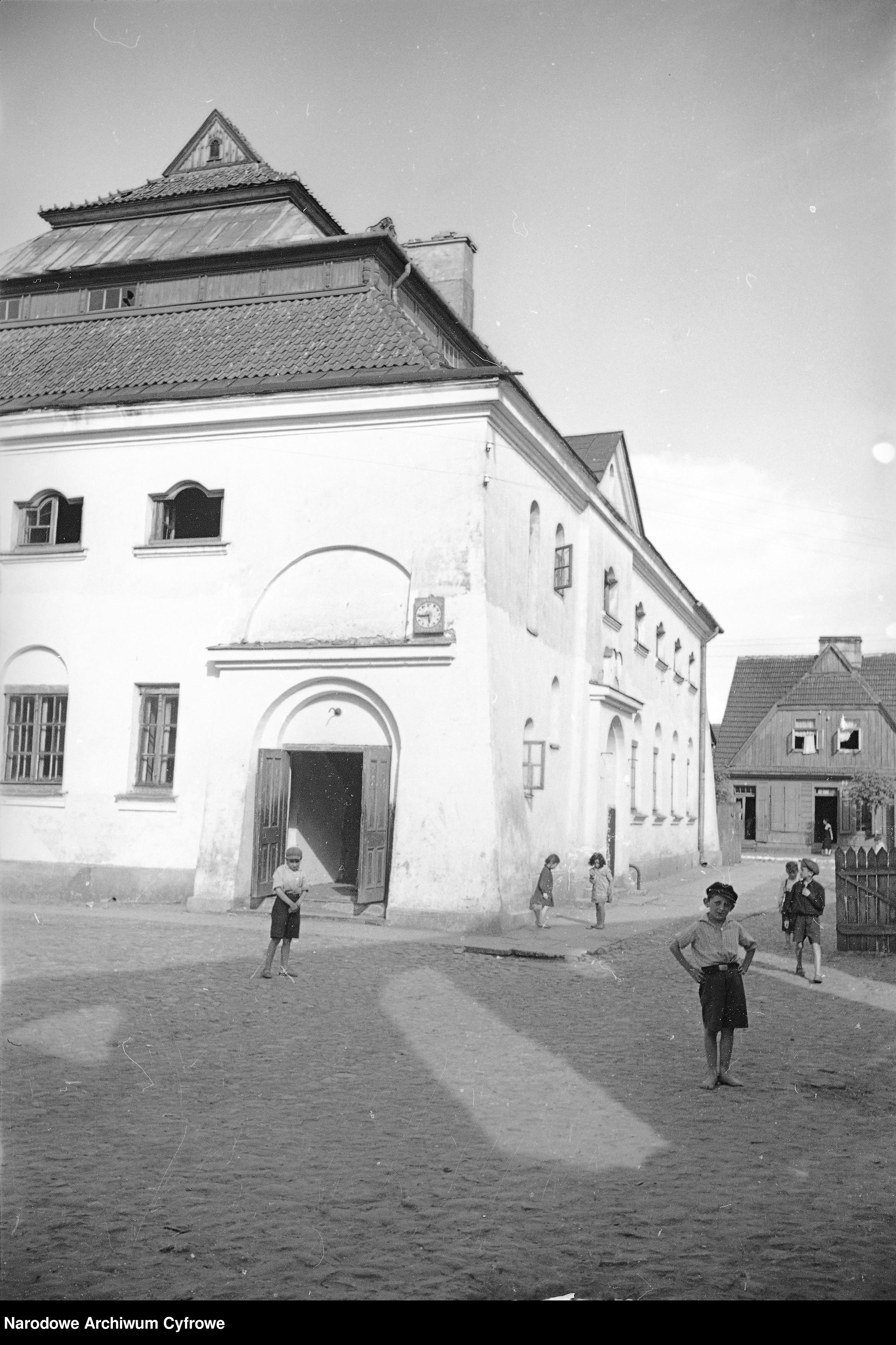
Synagoga w Ostrołęce 3